# 銀の記憶
『銀の記憶』（ぎんのきおく）は、1994年7月21日に発売された谷山浩子の21枚目のアルバム。

## 概要
タイトルチューンの「銀の記憶」は、水沢めぐみの漫画『空色のメロディ』イメージアルバム収録の「シロツメクサの思い出」（歌：笠原弘子）の歌詞を差し替えたもの。13歳の頃の初恋の思い出をもとに制作されたという。
「ガラスのラビリンス」は杉本理恵への、「Miracle」は西田ひかるへの提供曲。「夜のブランコ」は、1984年のアルバム『水の中のライオン』収録曲のセルフカバー。「月と恋人」は、谷山が楽曲提供をしたことがある上野洋子（ZABADAK）が提供した書き下ろし楽曲。

## 収録曲
1. ひとりでお帰り
作詞・作曲：谷山浩子、編曲：斉藤ネコ
2. 銀の記憶
作詞・作曲：谷山浩子、編曲：石井AQ・谷山浩子
3. ガラスのラビリンス
作詞・作曲：谷山浩子、編曲：石井AQ・谷山浩子
4. かくれんぼするエコー
作詞・作曲：谷山浩子、編曲：石井AQ・谷山浩子
5. 月見て跳ねる
作詞・作曲：谷山浩子、編曲：石井AQ・谷山浩子
6. 鏡
作詞・作曲：谷山浩子、編曲：石井AQ・谷山浩子
7. 月と恋人
作詞：谷山浩子、作曲：上野洋子、編曲：渡辺等
8. 夜のブランコ
作詞・作曲：谷山浩子、編曲：倉田信雄
9. Miracle
作詞：谷山浩子、作曲：上杉洋史、編曲：斉藤ネコ
10. 二人目の人類
作詞・作曲：谷山浩子、編曲：石井AQ・谷山浩子

- プロデューサー：谷山浩子、石井AQ
- ディレクター：鈴木道夫、花崎雅芳、長岡和弘